# Campo Isabelitas
Campo Isabelitas är en ort i Mexiko.   Den ligger i kommunen Culiacán och delstaten Sinaloa, i den västra delen av landet, 1 000 km nordväst om huvudstaden Mexico City. Campo Isabelitas ligger 16 meter över havet och antalet invånare är 236.
Terrängen runt Campo Isabelitas är mycket platt. Runt Campo Isabelitas är det ganska tätbefolkat, med 155 invånare per kvadratkilometer. Närmaste större samhälle är Licenciado Benito Juárez, 19,8 km nordväst om Campo Isabelitas. Trakten runt Campo Isabelitas består till största delen av jordbruksmark.